# Esgrima nos Jogos Pan-Americanos
A Esgrima nos Jogos Pan-Americanos foi introduzido em 1951, em Buenos Aires.

## Quadro de Medalhas 1951-2011
| Ordem | País           | Medalha de ouro | Medalha de prata | Medalha de bronze | Total |
| ----- | -------------- | --------------- | ---------------- | ----------------- | ----- |
| 1     | Estados Unidos | 61              | 52               | 38                | 151   |
| 2     | Cuba           | 54              | 31               | 26                | 111   |
| 3     | Argentina      | 12              | 12               | 22                | 46    |
| 4     | Canadá         | 4               | 15               | 27                | 46    |
| 5     | Venezuela      | 4               | 14               | 19                | 37    |
| 6     | México         | 3               | 5                | 11                | 19    |
| 7     | Brasil         | 1               | 3                | 9                 | 13    |
| 8     | Chile          | 0               | 4                | 4                 | 8     |
| 9     | Colômbia       | 0               | 1                | 5                 | 6     |
| 10    | Panamá         | 0               | 1                | 3                 | 4     |
| 11    | Porto Rico     | 0               | 1                | 2                 | 3     |
| 12    | Uruguai        | 0               | 1                | 1                 | 2     |
| Total | Total          | 139             | 140              | 167               | 446   |

## Ligações Externas
- Sports123